# هاشیدا سوگاکو
هاشیدا سوگاکو (به انگلیسی: Sugako Hashida) (به ژاپنی: 橋田 壽賀子)؛ (۱۰ مهٔ ۱۹۲۵ در کیجو – ۴ آوریل ۲۰۲۱ در آتامی) نویسنده، فیلم‌نامه‌نویس، و نمایش‌نامه‌نویس اهل ژاپن بود که با فیلمنامه اوشین به شهرت جهانی رسید.

## زندگی
سوگاکو در سال ۱۹۲۵ در کره جنوبی زاده شد و در جوانی به همراه مادرش به اوساکای ژاپن کوچ کرد. وی که دانش‌آموخته ادبیات ژاپنی بود در سال ۱۹۴۹ به استودیو فیلمسازی شوچیکو پیوست و پس از مدتی به فیلمنامه‌نویسی مستقل روی آورد.

## کار حرفه‌ای
سریال اوشین یکی از آثار برجسته او در این دوران است که نخستین بار در سال ۱۹۸۳ روی آنتن تلویزیون رفت. این سریال که داستان زندگی یک زن فقیر تا رسیدن به موفقیت را روایت می‌کند در مدت کوتاهی به شهرت جهانی رسید و در ۶۰ کشور از جمله ایران، چین، تایلند، و آمریکا نیز پخش شد.
هاشیدا سوگاکو برای نوشتن اوشین تا اندازه زیادی از زندگی خود الهام گرفته بود. او پس از جنگ جهانی دوم به عنوان فیلمنامه‌نویس به استودیو فیلمسازی شوچیکو پیوست اما آن شرکت تلاش ‌کرد که او را به یک منشی ساده تبدیل کند. درنهایت سوگاکو پس از سال‌ها طرد شدن، یک فیلمنامه‌نویس تلویزیونی موفق شد. او همچنین برای تنش بین عروس و مادرشوهر، از روابط خود با مادرشوهرش الهام گرفته بود.

## درگذشت
سوگاکو در ۴ آوریل ۲۰۲۱ و در ۹۵ سالگی بر اثر سرطان غدد لنفاوی (لنفوم) درگذشت.